# تعاونی کارگری
تعاونی کارگری یک شرکت تعاونی در تملک کارگران است که توسط خود آنان مدیریت می‌شود. این نوع کنترل به شیوه‌های مختلف قابل اعمال است. یک شرکت تعاونی می‌تواند شرکتی باشد که هر کارگر-مالکی در آن در تصمیم‌گیری به شیوه‌ای دمکراتیک شرکت کند، یا ممکن است شرکتی باشد که در آن مدیریت از سوی هر یک از کارگر-مالکان انتخاب شود، و می‌تواند وضعیتی باشد که در آن مدیران، همچون کارگران تلقی شده و با آنان برخورد شود.

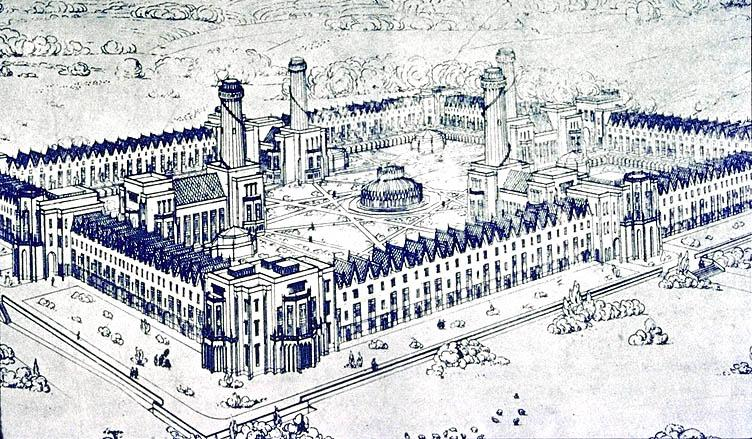
مدل پروژهٔ رابرت اوون برای یک سکونتگاه تعاونی.